# Beatrice
Beatrice je ženské křestní jméno latinského původu. Jméno je odvozeno z latinského Beatrix, ženská podoba Viator „cestovatel“. Viatrix bylo též běžně dávané mezi prvními křesťany, ačkoliv hláskování změnili ve spojení s latinským Beatus „blažený“.
Podle německého kalendáře má svátek 29. července.

## Beatrice v jiných jazycích
- Česky: Blažena
- Slovensky: Beatrica
- Anglicky, německy: Beatrice nebo Beatrix
- Francouzsky: Béatrice nebo Beatrix
- Latinsky: Beatrice nebo Beatrix
- Rusky: Beatrisa
- Polsky: Beatrycze
- Maďarsky: Beatrix
- Španělsky: Beatriz
- Skotsky: Beatris

## Známé nositelky jména
- Beatrice Portinariová (1266–1290), italská múza Danta Alighieriho, průvodkyně Rájem v Božské komedii
- Beatrix Oranžsko-Nasavská (* 1938), bývalá nizozemská královna (1980–2013)
- Beatrix Potterová (1866–1943), britská ilustrátorka a spisovatelka
- Beatrix Bourbonská (1318?– 1383), česká královna, druhá manželka Jana Lucemburského
- Beatrix Schubová (* 1951), rakouská krasobruslařka, olympijská vítězka
- Beatrice Faumuinová (* 1974), novozélandská atletka, mistryně světa v hodu diskem
- Beatrice Chepkoechová (* 1991), keňská atletka, běžkyně na dlouhých tratích
- Beatrice d'Este (1475–1497), italská šlechtična a mecenáška umění
- Beatrice Webbová (1858–1943), britská socioložka, ekonomka a sufražetka
- Beatrice Bresková (1883–1960), česká básnířka a překladatelka
- Beatrice z Yorku (* 1988), britská princezna, starší dcera prince Andrewa
- Beatrice Lorenzinová (* 1971), italská politička
- Beatrix Portugalská (1430–1506), portugalská infantka, zakladatelka františkánského kláštera v Beja
- Beatrix d'Este (1215–1245), uherská královna
- Beatrix Sasko-Koburská (1857–1944), princezna battenberská, nejmladší dítě královny Viktorie
- Beatrix Svídnicko-Javorská (1290–1322), římskoněmecká královna